# Tournoi européen de Russie de rugby à sept 2018
Navigation
2017 2019
Le Tournoi européen de Russie de rugby à sept 2018 est la première étape des Seven's Grand Prix Series 2018. Il se déroule à Moscou du 19 au 20 mai 2018. L'Irlande remporte le tournoi en battant les Allemands en finale.

## Résultats

### Poule A
| Équipes | J | G | N | P | PM | PE | +/− | Pts |
| ------- | - | - | - | - | -- | -- | --- | --- |
| Russie  | 3 | 3 | 0 | 0 | 57 | 10 | +47 | 9   |
| France  | 3 | 2 | 0 | 1 | 50 | 36 | +14 | 7   |
| Suède   | 3 | 1 | 0 | 2 | 34 | 55 | –21 | 5   |
| Géorgie | 3 | 0 | 0 | 3 | 24 | 64 | –40 | 3   |

| 19 mai 2018 | France | 21 - 12 | Géorgie | Moscou, Russie |
| 19 mai 2018 |        |         |         | Moscou, Russie |
| 19 mai 2018 |        |         |         | Moscou, Russie |

| 19 mai 2018 | Russie | 24 - 0 | Suède | Moscou, Russie |
| 19 mai 2018 |        |        |       | Moscou, Russie |
| 19 mai 2018 |        |        |       | Moscou, Russie |

| 19 mai 2018 | France | 19 - 10 | Suède | Moscou, Russie |
| 19 mai 2018 |        |         |       | Moscou, Russie |
| 19 mai 2018 |        |         |       | Moscou, Russie |

| 19 mai 2018 | Russie | 19 - 0 | Géorgie | Moscou, Russie |
| 19 mai 2018 |        |        |         | Moscou, Russie |
| 19 mai 2018 |        |        |         | Moscou, Russie |

| 19 mai 2018 | Géorgie | 12 - 24 | Suède | Moscou, Russie |
| 19 mai 2018 |         |         |       | Moscou, Russie |
| 19 mai 2018 |         |         |       | Moscou, Russie |

| 19 mai 2018 | Russie | 14 - 10 | France | Moscou, Russie |
| 19 mai 2018 |        |         |        | Moscou, Russie |
| 19 mai 2018 |        |         |        | Moscou, Russie |

### Poule B
| Équipes   | J | G | N | P | PM | PE | +/− | Pts |
| --------- | - | - | - | - | -- | -- | --- | --- |
| Irlande   | 3 | 3 | 0 | 0 | 97 | 0  | +97 | 9   |
| Portugal  | 3 | 2 | 0 | 1 | 42 | 47 | –5  | 7   |
| Allemagne | 3 | 1 | 0 | 2 | 48 | 54 | –6  | 5   |
| Pologne   | 3 | 0 | 0 | 3 | 12 | 98 | –86 | 3   |

| 19 mai 2018 | Irlande | 29 - 0 | Pologne | Moscou, Russie |
| 19 mai 2018 |         |        |         | Moscou, Russie |
| 19 mai 2018 |         |        |         | Moscou, Russie |

| 19 mai 2018 | Allemagne | 0 - 21 | Portugal | Moscou, Russie |
| 19 mai 2018 |           |        |          | Moscou, Russie |
| 19 mai 2018 |           |        |          | Moscou, Russie |

| 19 mai 2018 | Irlande | 35 - 0 | Portugal | Moscou, Russie |
| 19 mai 2018 |         |        |          | Moscou, Russie |
| 19 mai 2018 |         |        |          | Moscou, Russie |

| 19 mai 2018 | Allemagne | 48 - 0 | Pologne | Moscou, Russie |
| 19 mai 2018 |           |        |         | Moscou, Russie |
| 19 mai 2018 |           |        |         | Moscou, Russie |

| 19 mai 2018 | Portugal | 21 - 12 | Pologne | Moscou, Russie |
| 19 mai 2018 |          |         |         | Moscou, Russie |
| 19 mai 2018 |          |         |         | Moscou, Russie |

| 19 mai 2018 | Irlande | 33 - 0 | Allemagne | Moscou, Russie |
| 19 mai 2018 |         |        |           | Moscou, Russie |
| 19 mai 2018 |         |        |           | Moscou, Russie |

### Poule C
| Équipes        | J | G | N | P | PM | PE | +/− | Pts |
| -------------- | - | - | - | - | -- | -- | --- | --- |
| Angleterre     | 3 | 2 | 0 | 1 | 53 | 47 | +6  | 7   |
| Italie         | 3 | 2 | 0 | 1 | 38 | 22 | +16 | 7   |
| Espagne        | 3 | 1 | 0 | 2 | 46 | 39 | +7  | 5   |
| Pays de Galles | 3 | 1 | 0 | 2 | 26 | 55 | –29 | 5   |

| 19 mai 2018 | Espagne | 5 - 12 | Italie | Moscou, Russie |
| 19 mai 2018 |         |        |        | Moscou, Russie |
| 19 mai 2018 |         |        |        | Moscou, Russie |

| 19 mai 2018 | Pays de Galles | 21 - 14 | Angleterre | Moscou, Russie |
| 19 mai 2018 |                |         |            | Moscou, Russie |
| 19 mai 2018 |                |         |            | Moscou, Russie |

| 19 mai 2018 | Espagne | 19 - 22 | Angleterre | Moscou, Russie |
| 19 mai 2018 |         |         |            | Moscou, Russie |
| 19 mai 2018 |         |         |            | Moscou, Russie |

| 19 mai 2018 | Pays de Galles | 0 - 19 | Italie | Moscou, Russie |
| 19 mai 2018 |                |        |        | Moscou, Russie |
| 19 mai 2018 |                |        |        | Moscou, Russie |

| 19 mai 2018 | Angleterre | 17 - 7 | Italie | Moscou, Russie |
| 19 mai 2018 |            |        |        | Moscou, Russie |
| 19 mai 2018 |            |        |        | Moscou, Russie |

| 19 mai 2018 | Espagne | 22 - 5 | Pays de Galles | Moscou, Russie |
| 19 mai 2018 |         |        |                | Moscou, Russie |
| 19 mai 2018 |         |        |                | Moscou, Russie |

### Cup
|  | Quarts de finale                     | Quarts de finale                     |                                      |                                      | Demi-finales                       | Demi-finales                       |   |  | Finale                               | Finale                               |
|  | Quarts de finale                     | Quarts de finale                     |                                      |                                      | Demi-finales                       | Demi-finales                       |   |  | Finale                               | Finale                               |
|  |                                      |                                      |                                      |                                      |                                    |                                    |   |  |                                      |                                      |
|  | 20 mai 2018 à 09h00 à Moscou, Russie | 20 mai 2018 à 09h00 à Moscou, Russie |                                      |                                      | 20 mai 2018 12h58 à Moscou, Russie | 20 mai 2018 12h58 à Moscou, Russie |   |  | 20 mai 2018 à 16h11 à Moscou, Russie | 20 mai 2018 à 16h11 à Moscou, Russie |
|  | 20 mai 2018 à 09h00 à Moscou, Russie | 20 mai 2018 à 09h00 à Moscou, Russie |                                      |                                      | 20 mai 2018 12h58 à Moscou, Russie | 20 mai 2018 12h58 à Moscou, Russie |   |  | 20 mai 2018 à 16h11 à Moscou, Russie | 20 mai 2018 à 16h11 à Moscou, Russie |
|  | Russie                               | 5                                    |                                      |                                      | 20 mai 2018 12h58 à Moscou, Russie | 20 mai 2018 12h58 à Moscou, Russie |   |  | 20 mai 2018 à 16h11 à Moscou, Russie | 20 mai 2018 à 16h11 à Moscou, Russie |
|  | Russie                               | 5                                    |                                      |                                      | 20 mai 2018 12h58 à Moscou, Russie | 20 mai 2018 12h58 à Moscou, Russie |   |  | 20 mai 2018 à 16h11 à Moscou, Russie | 20 mai 2018 à 16h11 à Moscou, Russie |
|  | Allemagne                            | 12                                   |                                      |                                      | 20 mai 2018 12h58 à Moscou, Russie | 20 mai 2018 12h58 à Moscou, Russie |   |  | 20 mai 2018 à 16h11 à Moscou, Russie | 20 mai 2018 à 16h11 à Moscou, Russie |
|  | Allemagne                            | 12                                   | Allemagne                            | 22                                   |                                    |                                    |   |  | 20 mai 2018 à 16h11 à Moscou, Russie | 20 mai 2018 à 16h11 à Moscou, Russie |
|  | 20 mai 2018 à 10h06 à Moscou, Russie |                                      | Allemagne                            | 22                                   |                                    |                                    |   |  | 20 mai 2018 à 16h11 à Moscou, Russie | 20 mai 2018 à 16h11 à Moscou, Russie |
|  |                                      | Italie                               | 7                                    |                                      |                                    |                                    |   |  | 20 mai 2018 à 16h11 à Moscou, Russie | 20 mai 2018 à 16h11 à Moscou, Russie |
|  | Portugal                             | Italie                               | 7                                    | 7                                    |                                    |                                    |   |  | 20 mai 2018 à 16h11 à Moscou, Russie | 20 mai 2018 à 16h11 à Moscou, Russie |
|  | Portugal                             |                                      |                                      | 7                                    |                                    |                                    |   |  | 20 mai 2018 à 16h11 à Moscou, Russie | 20 mai 2018 à 16h11 à Moscou, Russie |
|  | Italie                               | 14                                   |                                      |                                      |                                    |                                    |   |  | 20 mai 2018 à 16h11 à Moscou, Russie | 20 mai 2018 à 16h11 à Moscou, Russie |
|  | Italie                               | 14                                   | Allemagne                            | 7                                    |                                    |                                    |   |  |                                      |                                      |
|  | 20 mai 2018 à 09h22 à Moscou, Russie |                                      | Allemagne                            | 7                                    |                                    |                                    |   |  |                                      |                                      |
|  |                                      | Irlande                              | 28                                   |                                      |                                    |                                    |   |  |                                      |                                      |
|  | Irlande                              | Irlande                              | 28                                   | 26                                   |                                    |                                    |   |  |                                      |                                      |
|  | Irlande                              | 20 mai 2018 à 13h21 à Moscou, Russie |                                      | 26                                   |                                    |                                    |   |  |                                      |                                      |
|  | Espagne                              | 0                                    |                                      |                                      |                                    |                                    |   |  |                                      |                                      |
|  | Espagne                              | 0                                    | Irlande                              | 31                                   |                                    |                                    |   |  |                                      |                                      |
|  | 20 mai 2018 à 09h44 à Moscou, Russie | 20 mai 2018 à 09h44 à Moscou, Russie | Irlande                              | 31                                   | Match pour la 3e place             | Match pour la 3e place             |   |  |                                      |                                      |
|  | 20 mai 2018 à 09h44 à Moscou, Russie | 20 mai 2018 à 09h44 à Moscou, Russie |                                      | France                               | Match pour la 3e place             | Match pour la 3e place             | 0 |  |                                      |                                      |
|  | Angleterre                           | 5                                    | 20 mai 2018 à 15h49 à Moscou, Russie | 20 mai 2018 à 15h49 à Moscou, Russie |                                    |                                    | 0 |  |                                      |                                      |
|  | Angleterre                           | 5                                    | 20 mai 2018 à 15h49 à Moscou, Russie | 20 mai 2018 à 15h49 à Moscou, Russie |                                    |                                    |   |  |                                      |                                      |
|  | France                               | 14                                   |                                      | Italie                               | 14                                 |                                    |   |  |                                      |                                      |
|  | France                               | 14                                   |                                      | Italie                               | 14                                 |                                    |   |  |                                      |                                      |
|  |                                      |                                      |                                      |                                      |                                    |                                    |   |  | France                               | 5                                    |
|  |                                      |                                      |                                      |                                      |                                    |                                    |   |  | France                               | 5                                    |

### Plate
|  | Demi-finales                         | Demi-finales                         |          |    | 5e place                             | 5e place                             |
|  | Demi-finales                         | Demi-finales                         |          |    | 5e place                             | 5e place                             |
|  |                                      |                                      |          |    |                                      |                                      |
|  | 20 mai 2018 à 12h15 à Moscou, Russie | 20 mai 2018 à 12h15 à Moscou, Russie |          |    | 20 mai 2018 à 15h24 à Moscou, Russie | 20 mai 2018 à 15h24 à Moscou, Russie |
|  | 20 mai 2018 à 12h15 à Moscou, Russie | 20 mai 2018 à 12h15 à Moscou, Russie |          |    | 20 mai 2018 à 15h24 à Moscou, Russie | 20 mai 2018 à 15h24 à Moscou, Russie |
|  | Russie                               | 24                                   |          |    | 20 mai 2018 à 15h24 à Moscou, Russie | 20 mai 2018 à 15h24 à Moscou, Russie |
|  | Russie                               | 24                                   |          |    | 20 mai 2018 à 15h24 à Moscou, Russie | 20 mai 2018 à 15h24 à Moscou, Russie |
|  | Portugal                             | 7                                    |          |    | 20 mai 2018 à 15h24 à Moscou, Russie | 20 mai 2018 à 15h24 à Moscou, Russie |
|  | Portugal                             | 7                                    | Russie   | 29 |                                      |                                      |
|  | 20 mai 2018 à 12h37 à Moscou, Russie |                                      | Russie   | 29 |                                      |                                      |
|  |                                      | Angleterre                           | 10       |    |                                      |                                      |
|  | Espagne                              | Angleterre                           | 10       | 0  |                                      |                                      |
|  | Espagne                              |                                      |          | 0  |                                      |                                      |
|  | Angleterre                           | 14                                   |          |    |                                      |                                      |
|  | Angleterre                           | 14                                   | 7e place |    |                                      |                                      |
|  |                                      |                                      |          |    |                                      |                                      |
|  | 20 mai 2018 à 15h02 à Moscou, Russie |                                      |          |    |                                      |                                      |
|  |                                      |                                      |          |    |                                      |                                      |
|  | Portugal                             | 7                                    |          |    |                                      |                                      |
|  | Portugal                             | 7                                    |          |    |                                      |                                      |
|  | Espagne                              | 17                                   |          |    |                                      |                                      |
|  | Espagne                              | 17                                   |          |    |                                      |                                      |

### Bowl
|  | Demi-finales                         | Demi-finales                         |           |    | 9e place                             | 9e place                             |
|  | Demi-finales                         | Demi-finales                         |           |    | 9e place                             | 9e place                             |
|  |                                      |                                      |           |    |                                      |                                      |
|  | 20 mai 2018 à 10h28 à Moscou, Russie | 20 mai 2018 à 10h28 à Moscou, Russie |           |    | 20 mai 2018 à 14h05 à Moscou, Russie | 20 mai 2018 à 14h05 à Moscou, Russie |
|  | 20 mai 2018 à 10h28 à Moscou, Russie | 20 mai 2018 à 10h28 à Moscou, Russie |           |    | 20 mai 2018 à 14h05 à Moscou, Russie | 20 mai 2018 à 14h05 à Moscou, Russie |
|  | Suède                                | 12                                   |           |    | 20 mai 2018 à 14h05 à Moscou, Russie | 20 mai 2018 à 14h05 à Moscou, Russie |
|  | Suède                                | 12                                   |           |    | 20 mai 2018 à 14h05 à Moscou, Russie | 20 mai 2018 à 14h05 à Moscou, Russie |
|  | Pologne                              | 10                                   |           |    | 20 mai 2018 à 14h05 à Moscou, Russie | 20 mai 2018 à 14h05 à Moscou, Russie |
|  | Pologne                              | 10                                   | Suède     | 17 |                                      |                                      |
|  | 20 mai 2018 à 10h50 à Moscou, Russie |                                      | Suède     | 17 |                                      |                                      |
|  |                                      | Pays de Galles                       | 26        |    |                                      |                                      |
|  | Pays de Galles                       | Pays de Galles                       | 26        | 26 |                                      |                                      |
|  | Pays de Galles                       |                                      |           | 26 |                                      |                                      |
|  | Géorgie                              | 7                                    |           |    |                                      |                                      |
|  | Géorgie                              | 7                                    | 11e place |    |                                      |                                      |
|  |                                      |                                      |           |    |                                      |                                      |
|  | 20 mai 2018 à 13h43 à Moscou, Russie |                                      |           |    |                                      |                                      |
|  |                                      |                                      |           |    |                                      |                                      |
|  | Pologne                              | 7                                    |           |    |                                      |                                      |
|  | Pologne                              | 7                                    |           |    |                                      |                                      |
|  | Géorgie                              | 34                                   |           |    |                                      |                                      |
|  | Géorgie                              | 34                                   |           |    |                                      |                                      |